# Gottlieb von Haeseler (Generalfeldmarschall)

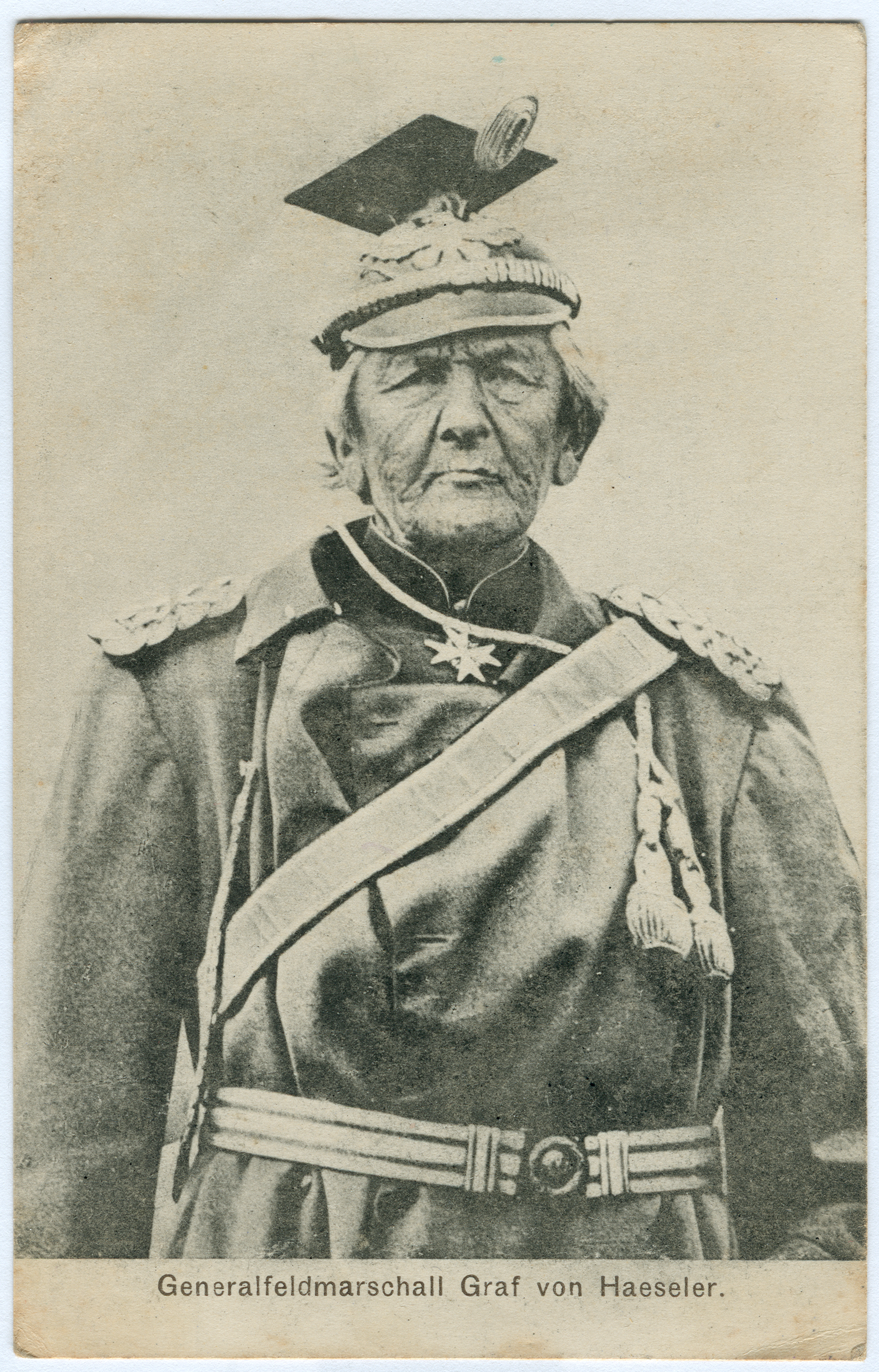
Graf von Haeseler; Ansichtskarte von Oscar Tellgmann

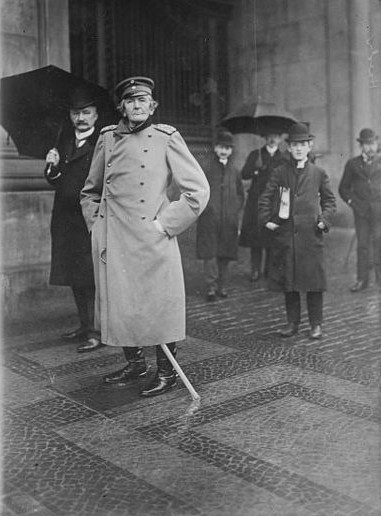
Gottlieb Graf von Haeseler

Gottlieb Ferdinand Albert Alexis Graf von Haeseler (* 19. Januar 1836 in Potsdam; † 25. Oktober 1919 in Harnekop) war ein preußischer Generalfeldmarschall.

## Leben
Er stammte aus der briefadeligen Magdeburger Familie von Haeseler und war der Sohn des preußischen Majors und Landrats Alexis Graf von Haeseler (1801–1889) und der Albertine von Schönermarck (1812–1867). Der Vater war auch Gutsherr auf Harnekop und Alt-Wriezen II. Haeseler besuchte ab 1847 mit seinem älteren Bruder Georg die Ritterakademie in Brandenburg, das Pädagogium in Halle an der Saale und schließlich das Kadettenkorps. Er trat 1853 als Sekondeleutnant in das Zieten-Husaren-Regiment der Preußischen Armee ein und wurde 1860 Adjutant des Prinzen Friedrich Karl Nikolaus von Preußen beim III. Armee-Korps. In dessen Stab nahm er an dem Deutsch-Dänischen Krieg 1864, dem Deutschen Krieg 1866 sowie am Deutsch-Französischen Krieg 1870/71 teil. Zwischendurch wurde er zwischen 1866 und 1867 Eskadronchef im 15. Husaren-Regiment und 1867 zum Major ernannt.
Nach dem Friedensschluss 1871 trat er als Oberquartiermeister in die Besatzungsarmee über und kommandierte zwischen 1873 und 1879 das 11. Ulanen-Regiment. Von 1879 an leitete er die Kriegsgeschichtliche Abteilung des Großen Generalstabes. 1880 wurde er Kommandeur der 12. Kavallerie-Brigade und 1881 zum Generalmajor befördert. Haeseler übernahm 1883 die 31. Kavallerie-Brigade und wurde 1886 zum Generalleutnant befördert. Zwischen 4. Dezember 1886 bis 14. Januar 1887 kommandierte er die 20. Division und zwischen 15. Januar 1887 bis 21. März 1889 die 6. Division.
Er wurde 1889 Oberquartiermeister im Generalstab, nach seiner Beförderung zum General der Kavallerie übernahm er von 24. März 1890 bis 17. Mai 1903 das neugebildete XVI. Armee-Korps in der Festung Metz. 1903 schied Haeseler als Generaloberst aus dem aktiven Dienst aus. Als Mitglied des Preußischen Herrenhauses (nach seinem Abschied 1903) setzte er sich besonders für den Ausbau der Berufsschulen ein. Im Januar 1905 wurde Haeseler zum Generalfeldmarschall ernannt.
Er unterstützte auch die Pfadfinderbewegung, da seiner Meinung nach zwischen Schulentlassung und Eintritt ins Heer eine zu große Lücke klaffte.
Im Ersten Weltkrieg erhielt er altersbedingt kein Kommando, begleitete aber als Beobachter das XVI. Armee-Korps, welches er bis 1903 befehligt hatte.
Seine Begüterung Harnekop hatte 1914 einen Umfang von 969 ha, davon 360 ha Wald. Das Rittergut blieb ein Eigenbetrieb mit einem Oberinspektor an der Verwaltung. Schloss Harnekop ist heute nicht mehr vorhanden.

## Auszeichnungen, Ehrungen
Auszeichnungen

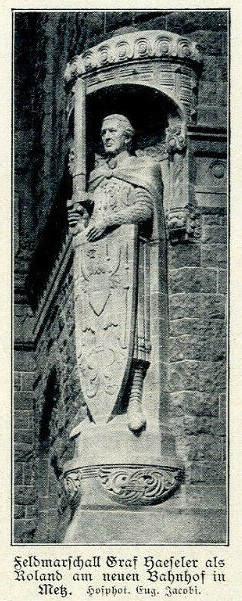
Graf Haeseler als Roland

- Schwarzer Adlerorden mit der Kette und Brillanten[4]
- Großkreuz des Roten Adlerordens mit Eichenlaub und Schwertern am Ringe[4]
- Kronenorden I. Klasse mit Schwertern am Ringe[4]
- Pour le Mérite am 19. Januar 1873[4]
- Großkomtur des Königlichen Hausordens von Hohenzollern[4]
- Eisernes Kreuz (1870) II. und I. Klasse[4]
- Preußisches Dienstauszeichnungskreuz[4]
- Hausorden der Treue[4]
- Großkreuz des Ordens Berthold des Ersten[4]
- Großkreuz des Verdienstordens der Bayerischen Krone[4]
- Großkreuz des Bayerischen Militärverdienstordens[4]
- Komtur II. Klasse des Ordens Heinrichs des Löwen mit Schwertern[4]
- Komtur II. Klasse des Ordens Philipps des Großmütigen mit Schwertern[4]
- Mecklenburgisches Militärverdienstkreuz I. Klasse[4]
- Großkreuz des Albrechts-Ordens mit goldenem Stern[4]
- Komtur des Hausordens vom Weißen Falken[4]
- Großkreuz des Friedrichs-Ordens[4]
- Ritterkreuz des Guelphen-Ordens[4]
- Komtur des ö.-k. Leopold-Ordens[4]
- Orden der Eisernen Krone III. Klasse mit der Kriegsdekoration[4]

Ehrungen
- Die Rolandstatue am Metzer Bahnhof zeigte als Fassaden-Standbild ursprünglich den Generalfeldmarschall Graf Haeseler, der von 1890 bis 1903 Befehlshaber des XVI. Armeekorps und erster Gouverneur der Festung Metz war, mit erhobenem Schwert und Schild mit dem Reichsadler in typologischer Anlehnung an mittelalterliche Rolandsfiguren. Als Lothringen 1918 wieder französisch wurde, wurde der Kopf ausgetauscht. Anstelle des Reichsadlers trägt der Schild nun das Metzer Stadtwappen. Nach der Besetzung der Stadt durch die deutsche Wehrmacht 1940 wurde der ursprüngliche Zustand, allerdings nur für vier Jahre, wiederhergestellt.
- Nach Haeseler wurden die Kaserne des ehemaligen Fallschirmjägerbataillons 261 in Lebach/Saar und die (ehemalige) Kaserne des Versorgungsbataillons 2 in Kassel-Niederzwehren benannt.
- Die Feste Haeseler, später Verdun, (1899–1905) der Festung Metz wurde nach ihm benannt.
- Mehrere Straßen u. a. in Berlin,[5] Bremen, Düsseldorf, Nürnberg, Lünen, Perleberg und Wuppertal wurden nach ihm benannt.
- Ehrenbürgerschaft der Stadt Perleberg 1886[6]

Film
- In dem französischen Film Verdun, visions d’histoire von Léon Poirier wird der deutsche kommandierende Marschall von Maurice Schutz gespielt. Auch wenn kein Name genannt wird, ist offensichtlich, dass hier von Haeseler dargestellt werden sollte. In Wirklichkeit wurde die Schlacht größtenteils von Konstantin Schmidt von Knobelsdorf befehligt, das XVI. Armee-Korps wurde erst im Dezember 1916 unter Adolf Wild von Hohenborn bei Verdun eingesetzt.

## Schriften
- Zehn Jahre im Stabe des Prinzen Friedrich Karl. 3 Bände. E. S. Mittler & Sohn, Berlin 1910–1915 (Band 2)